# François Konter
François "Bitzi" Konter (Lasauvage, 20 de febrero de 1934 - 29 de agosto de 2018) fue un jugador de fútbol luxemburgués que jugaba en la demarcación de defensa.

## Selección nacional
Defendió la camiseta de la selección de Luxemburgo en el apogeo de la fuerza futbolística del país, haciendo su debut en octubre de 1955 contra Suiza y fue parte integral del equipo casi llega a las semifinales en la Eurocopa 1964.
En su carrera internacional, Konter jugó 77 partidos y marcó cuatro goles. Jugó 16 partidos de clasificación para la Copa Mundial de Fútbol.
Fue el poseedor del récord de participaciones de todos los tiempos del país desde noviembre de 1966 hasta noviembre de 1995, cuando Carlo Weis superó su cuenta. Jugó su último partido internacional en abril de 1969, en un partido de clasificación para la Copa del Mundo contra Bulgaria.

## Clubes

### Como futbolista
| Club               | País       | Año       | Partidos | Goles |
| ------------------ | ---------- | --------- | -------- | ----- |
| Chiers Rodange     | Luxemburgo | 1950–1961 |          |       |
| Anderlecht         | Bélgica    | 1961–1966 | 19       |       |
| Crossing Molenbeek | Bélgica    | 1966–1967 |          |       |
| AA Gent            | Bélgica    | 1967–1971 | 67       |       |

## Palmarés

### Campeonatos nacionales
| Título                      | Club       | País    | Año  |
| --------------------------- | ---------- | ------- | ---- |
| Primera División de Bélgica | Anderlecht | Bélgica | 1962 |
| Primera División de Bélgica | Anderlecht | Bélgica | 1964 |
| Primera División de Bélgica | Anderlecht | Bélgica | 1965 |
| Primera División de Bélgica | Anderlecht | Bélgica | 1966 |
| Copa de Bélgica             | Anderlecht | Bélgica | 1965 |